# 比洛霍里夫卡 (杜布諾區)
50°15′11″N 25°22′48″E / 50.25306°N 25.38000°E
比洛霍里夫卡（羅馬化：Bilohorivka）是烏克蘭西北部羅夫諾州杜布諾區科津市镇的村落。始建於1850年，面積4.25平方公里，海拔高度222米，2001年人口200，人口密度每平方公里47.1人。